# 维克·奥尔森
维克·奥尔森（英語：Vic Olsson，1903年8月28日—1990年7月3日），新西兰男子赛艇运动员。他曾代表新西兰参加1930年大英帝国运动会赛艇比赛，获得男子八人单桨有舵手银牌和男子四人单桨无舵手铜牌。